# Percenkénti fordulatszám
Percenkénti fordulatszám (rövidítve 1/min) a frekvencia egy műszaki számításoknál használt egysége, általában a forgási sebesség mérésére használják, nevezetesen egy rögzített geometriai tengely körüli forgás esetén. A forgási sebesség mérésére szolgáló SI-egység a radián per másodperc (rad·s‒1)
A fordulatszám rövidítéseként az angol eredetű RPM-et (Revolutions Per Minute) is szokták használni.

## Átszámítások más egységekre
A frekvencia SI-egysége a hertz (Hz):
1 1/min = 1/60 Hz
Ezt gyakran használják hullámok (pl. rádió, hang) gyakoriságának mérésére.
A szögsebesség SI-egysége a radián per másodperc:
1 1/min = 2π rad·perc‒1 = 2π/60 rad·s‒1 = 0,10471976 rad·s‒1
Mindenesetre a műszaki gyakorlatban nem törekednek arra, hogy a fentiek közül bármelyik SI-mértékegység kiszorítsa a használatból a percenkénti fordulatszámot.

## Példák
- Föld Nap körüli keringése: 1,903 × 10-6 1/min.
- Hold a saját tengelye és a Föld körül: 2,48 × 10-5 1/min.
- Föld saját tengelye körül: 6,94 × 10-4 1/min.
- Az analóg óra másodpercmutatója 1/60 1/min.
- Lemezjátszó tengelye: 16, 33⅓, 45 vagy 78 1/min.
- Audio CD fordulatszáma változik 498 1/min-től a belső átmérőtől 195 1/min-ig a külső átmérőig.
- Mosógép dobjának tipikus fordulatszáma centrifugáláskor 800–1400 1/min.
- Gépkocsimotor forgattyústegelyének fordulatszáma 700–7000 1/min között változik, de egyes autóké a 11 000 1/min fordulatszámot is eléri.
- Légcsavaros repülőgépek dugattyús motor főtengelye: 2000–3000 1/min között.
- Számítógép merevlemezének IDE rendszer esetén 3600, 4200, 5400 vagy 7200 1/min, míg SATA, SCSI és Fibre Channel rendszereknél 10 000 és 15 000 1/min fordulatszám között.
- Versenyautók motorjának felső fordulatszám határa Formula–1-es autóknál 20 000 1/min.
- Famegmunkáláshoz használt felsőmaró fordulatszáma 30 000 1/min.
- Az urándúsításhoz használt Zipp-centrifugák 90 000 1/min-es fordulatszámon üzemelnek.
- Repülőgép-gázturbinák: néhányszor 10 000 1/min. A JetCat repülőmodell gázturbinájának fordulatszáma 100 000 1/min feletti, a rekord 165 000 1/min.